# Responsabile d'imposta
Per responsabile d'imposta si intende un soggetto che è tenuto, per legge, al pagamento di un tributo insieme ad altri, per fatti e situazioni riferibili a questi ultimi, ed ha diritto di rivalsa.
Questa definizione è stata data dallo stesso legislatore in più occasioni: da questa si trae innanzitutto che il responsabile d'imposta è una figura la cui istituzione non può avvenire se non per legge o con atti pari ad essa; è un'obbligazione che nasce ex-lege (cioè è la legge stessa a determinare che questa obbligazione debba sorgere, a differenza di quanto avviene ad esempio nel contratto, in cui l'obbligazione sorge ex voluntate partorum ovvero dalla volontà delle parti) così come d'altronde l'obbligazione tributaria.
In secondo luogo dalla locuzione "insieme ad altri" si evince la solidarietà dipendente che caratterizza questo istituto. È chiaro anche come il responsabile d'imposta non ponga in essere il presupposto, ovvero non è il soggetto che pone in essere la condizione manifestando capacità contributiva, anche se spesso ha un ruolo importante nella creazione dello stesso. Infine ha diritto di rivalsa: ovvero ha il diritto, la possibilità, di rivalersi con i principali obbligati dell'obbligazione tributaria per il pagamento dei tributi che nascono da fatti e situazioni riferibili a questi soggetti, che invece hanno posto in essere il presupposto manifestando capacità contributiva.
Differentemente da quanto avviene nella figura del sostituto d'imposta, in cui il soggetto ha l'obbligo di rivalsa, il responsabile se decide di non rivalersi sui soggetti debitori principali dell'obbligazione tributaria, può farlo e facendolo non contrasta con l'art. 53 della Costituzione per il quale tutti sono tenuti a contribuire alle spese pubbliche in ragione della loro capacità contributiva. Il contrasto non nasce poiché vi è un rapporto di solidarietà dipendente fra responsabile ed obbligato principale, in forza del quale essendoci un rapporto trilatero (Amministrazione Finanziaria, Soggetto passivo principale, Responsabile d'imposta) non importa quale dei soggetti passive adempia l'obbligazione. L'amministrazione finanziaria in quanto soggetto attivo si ritiene già soddisfatta dall'adempimento, chi ha poi effettivamente pagato e la regolamentazione di questo aspetto riguarda i rapporti interpersonali dei soggetti.
Esempi il cui riscontro nella vita pratica è piuttosto comune sono: lo spedizioniere, il cessionario di azienda, il notaio.